# Raadhuis van Grootschermer
Het raadhuis van Grootschermer is een voormalig raadhuis in renaissancestijl in de Noord-Hollandse plaats Grootschermer, gemeente Alkmaar. Het werd gebruikt als raadhuis van Zuidschermer (later hernoemd naar Grootschermer) en later ook als raadhuis van de gemeente Zuid- en Noord-Schermer.

## Geschiedenis

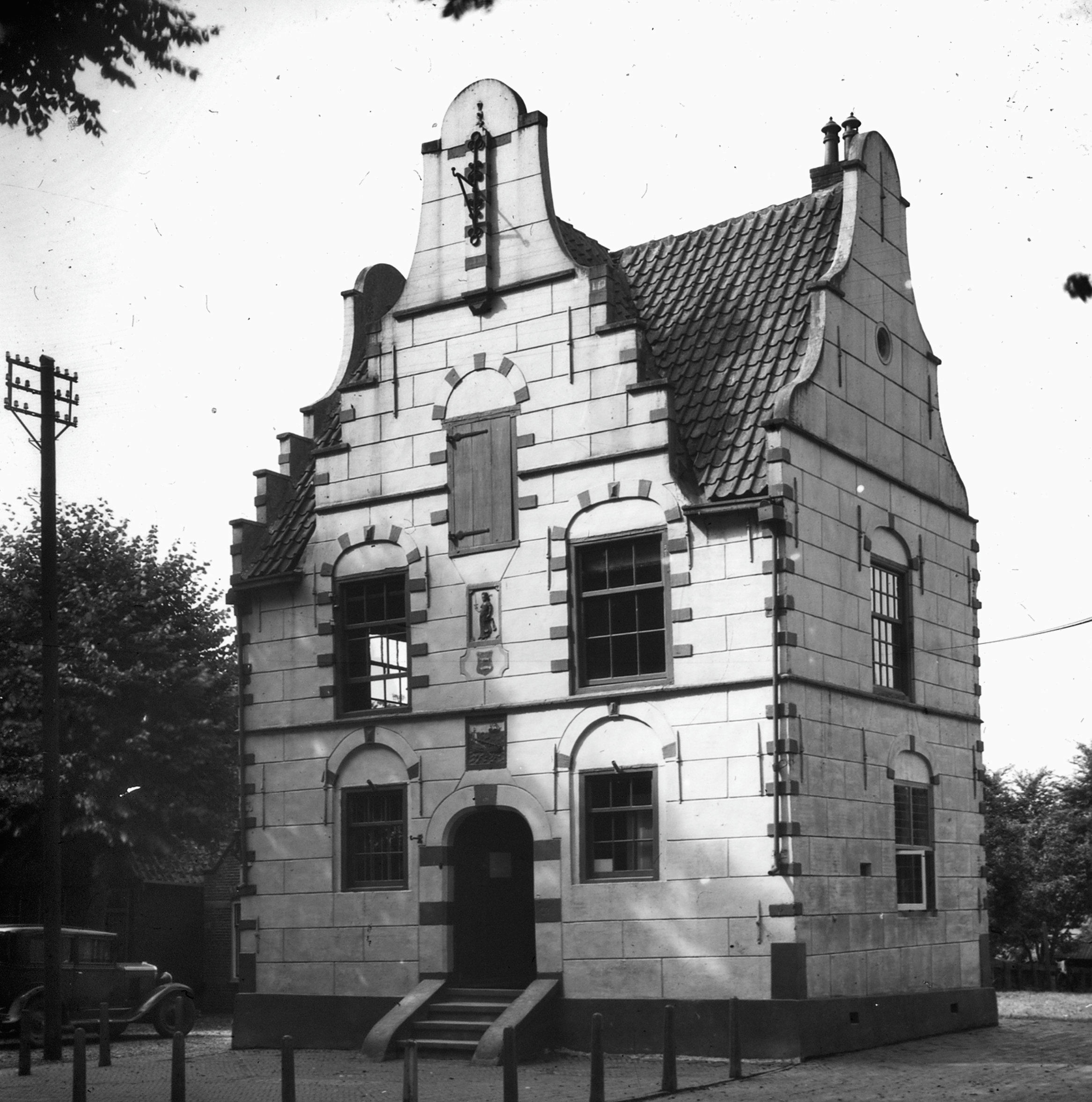
Bepleisterde gevels met in- en uitzwenkende halsgevel. Het Rechthuis staat er ook nog niet, foto is uit 1937.

Het raadhuis van Grootschermer werd omstreeks 1639 gebouwd. Het ontwerp wordt toegeschreven aan Antonij van der Nijs, steenhouwer van beroep.
Een eerste bekende restauratie vond plaats in 1857. Bij deze restauratie werd ook de raadszaal voorzien van nieuwe betimmering en de balken van de verdieping (die het plafond van de begane grond vormen) voorzien van nieuwe uiteinden. Tijdens deze restauratie werden de gevels niet gewijzigd, wanneer deze wijziging wel gedaan werd is niet helemaal duidelijk. In 1882 werd er in de zuidelijke gevel een dubbele deur geplaatst, zodat de brandspuit een plaats in het pand kon krijgen. Burgemeester H.F.W. Kolb wilde in de jaren 1930 een langdurige restauratie uit laten voeren, waarbij de vensters vervangen werden door periodiek meer correcte en ondertussen juist alle gevels te laten bepleisteren. De Rijkscommissie voor de Monumentenzorg heeft Kolb met moeite weten te weerhouden om de laatste gevel ook te bepleisteren. De restauratie vond plaats voor de oorlog, tussen 1937 en 1939. Deze werd uitgevoerd door Joh. G. Dekker jr. uit Edam. Hij was ook betrokken bij restauraties van de Grote Kerk van Edam, de Speeltoren van Monnickendam en de Waalse Kerk van Haarlem. Bij deze restauratie werd ook het Rechthuis van Noordschermer tegen de achterzijde geplaatst. A.A. Kok was de betrokken restauratiearchitect. Hij plaatste, op advies van de Rijkscommissie voor de Monumentenzorg, het rechthuis tegen het raadhuis. Het raadhuis kreeg de gewenste uitbreiding en op de plek van het rechthuis kon een weg verbreed worden. Bij beide panden werd ook de 17e-eeuwse gevelindeling gereconstrueerd, terwijl het interieur aan de eisen van de tijd werd aangepast, maar met een historiserend karakter. Kok kocht voor dat doel historische deuren en andere oude materialen. Behoud van de beide panden werd belangrijker bevonden dan conservering van de originele situaties. De met cement bepleisterde gevels werden weer schoongebikt.
Het gerestaureerde raadhuis werd geopend door Commissaris der Koningin Baron Roëll. Het bleef tot de fusie met Schermerhorn en Oterleek tot de gemeente Schermer in gebruik. Het gebouw werd jarenlang als uitgeverij gebruikt, van 2014 tot 2016 stond het leeg en na de fusie met Alkmaar werd het pand in gebruik genomen als museum in beheer van een eigen stichting.

## Exterieur
Het vrijstaande pand is opgetrokken uit rode bakstenen. Drie van de vier gevels lopen uit in verschillende soorten topgevels. De hoofdgevel en linker zijgevel lopen uit in trapgevels. De rechter zijgevel bestaat uit een in- en uitzwenkende halsgevel. Deze drie gevels zijn ook gedecoreerd met natuurstenen blokjes en waterlijsten.
Boven de hoofdingang van het pand is een gevelsteen geplaatst met daarop de voorstelling van een haringbuis met gestreken mast. Boven deze gevelsteen een ander met een voorstelling van Vrouwe Justitia.
De linker zijgevel is gedecoreerd met jaartalankers, ter hoogte van het plafond van de verdieping het woord Anno en ter hoogte van het plafond van de begane grond het jaartal 1639. De vensters, twee op de begane grond en een op de verdieping, bestaan uit kruisvensters en onder de kap een klein rechthoekig venstertje.
Tegen de achterzijde is in 1938-39 het voormalige Rechthuis van Noordschermer geplaatst. Dit pandje werd in 1652 gebouwd en heeft ook een in- en uitgezwenkte gevel, met als beëindiging een pilaster. Op deze pilaster zit een leeuw die een schild vasthoudt.

## Interieur
Wat de functie van de benedenruimte was, is niet bekend. Er zijn vermoedens dat het een waag is geweest, maar daar is geen bewijs voor. De ruimte werd aan het einde van de 19e eeuw als arrestantenlokaal, brandspuithuis en burgemeesterskamer gebruikt. De raadskamer is via een spiltrap in een hoek bereikbaar. Het houtskelet is overal zichtbaar. Een aantal van de sleutelstukken zijn geprofileerd. In de vensters zijn in de glas-in-loodramen de wapens opgenomen van de gemeenten die hebben bijgedragen aan de restauratie van het pand.

## Rechthuis
Het rechthuis dateert uit 1652 en stond in Noordschermer. Het bakstenen pand is 3,5 m. breed. Het pand heeft twee gevels. In 1850 werden de gevels van het Rechthuis bepleisterd. De voorgevel met in- en uitzwenkende gevel eindigt in een pilaster met daarop een schildhoudende leeuw. Deze leeuw is bij de restauratie in 1939 geplaatst. De ingang van het rechthuis wordt gevormd door een poort. Hier direct boven is een gevelsteen geplaatst waarop Vrouwe Justitia staat afgebeeld. Hierboven de enige lichtbron voor de rechtkamer: een enkel kruiskozijn. Het rechthuis heeft een volledig houtskelet, dat op beide bouwlagen zichtbaar is. 35 jaar later werd het pand verkocht voor 150 gulden. Het heeft in de loop der jaren verschillende functies gekregen. Van woning tot aan opslagplaats. Op 24 augustus 1924 kocht Zuid- en Noordschermer het terug voor 225 gulden van de toenmalige eigenaar, om sloop te voorkomen en het pand daarmee als historisch monument te behouden. Restauratie werd voorbereid, maar in 1937-38 werd het toch afgebroken, om in Grootschermer herbouwd te worden naast het raadhuis. Bij de restauratie werden ook de muurankers vervangen, deze waren begonnen te roesten en hebben de muren beschadigd.
In het interieur zijn nog de restanten van een haard, te weten de haardplaat en oude tegels, bewaard gebleven. Op de haardplaat staat een voorstelling van de Hollandse leeuw in een Hollandse tuin met het wapen van Holland en het Wapen van Zeeland alsook een voorstelling van het oordeel van Salomo en het jaartal 1632.

## Vergelijkbare raadhuizen
Het raadhuis van Grootschermer kent een aantal raadhuizen die vergelijkbaar zijn in opzet, vorm en architectuur. Het gaat hierbij om de volgende raadhuizen:
- Raadhuis van De Rijp
- Raadhuis van Graft
- Raadhuis van Jisp

Alle vier de raadhuizen stammen uit de 17e eeuw en zijn gebouwd in de stijl van de (Hollandse) renaissance.